# Чудцево
Чудцево — деревня в Новопетровском сельском поселении Истринского района Московской области. Население — 1 чел. (2010).
Лежит в 36,5 км северо-западнее г. Истры, на берегу озера Чудцевского, в которое впадает река Болденка и вытекает Нудоль. Озеро имеет вытянутую форму (около 800 х 350 м). Ниже по течению Болденки находится Пречистое, выше — Бодрово, на противоположном берегу — Кучи, высота над уровнем моря 227 м.
В XVI—XVII веках носила название Тютчево, принадлежало князьям Гагариным, затем монастырю, с 1764 года — государственное. С XVI века — село, существовала церковь св. Николая Чудотворца, разрушенная в смутное время, как и само село (церковь с тех пор не восстановлена), а Чудцево в источнике 1627 года — пустошь. В 1678 году — 7 дворов, в 1705 — 10, в 1916 году — 45 дворов.

## Население
| 2002 | 2006 | 2010 |
| ---- | ---- | ---- |
| 15   | ↗21  | ↘1   |